# Constantin Cristescu
Constantin Cristescu (Pădureşti, 2. prosinca 1866. -  Bukurešt, 9. svibnja 1923.) je bio rumunjski general i vojni zapovjednik. Tijekom Prvog svjetskog rata zapovijedao je 4. i 1. armijom na Rumunjskom bojištu, te je obnašao dužnost načelnika Glavnog stožera.

## Vojna karijera
Constantin Cristescu rođen je 2. prosinca 1866. u Pădureştiju u okrugu Arges. Gimnaziju je pohađao u Piteştiju, nakon čega školovanje nastavlja u vojnoj školi u Craoivi. Potom pohađa Vojnu školu za pješačke i konjičke časnike u Bukureštu koju s pohvalama završava 1887. godine. Školovanje nastavlja u Politehničkoj školi u Parizu u kojoj diplomira 1890. godine. Te iste godine u ožujku dostiže čin poručnika. Nakon toga 1892. završava Školu za topništvo i inženjeriju u Fontainbleauu, te 1894. Vrhovnu ratnu školu u Parizu. U svibnju 1894. unaprijeđen je u čin satnika, dok je u svibnju 1902. promaknut u čin bojnika. U Vrhovnoj ratnoj školi u Bukureštu najprije je asistent, a kasnije postaje profesor. U listopadu 1907. promaknut je u čin potpukovnika, dok čin pukovnika dostiže u svibnju 1910. godine. Te iste godine imenovan je ravnateljem Vrhovne ratne škole koju dužnost obnaša do 1912. godine kada je premješten na službu u Glavni stožer. U prosincu 1913. imenovan je načelnikom Glavnog stožera koju dužnost obnaša do travnja 1914. godine. U ožujku 1914. unaprijeđen je u čin brigadnog generala s kojim činom dočekuje i Prvi svjetski rat.

## Prvi svjetski rat
Nakon ulaska Rumunjske u rat na strani Antante u kolovozu 1916. Cristescu je imenovan načelnikom stožera 2. armije kojom je zapovijedao Alexandru Averescu. S 2. armijom sudjeluje u Bitci za Transilvaniju. Kada je Averescu u rujnu 1916. imenovan zapovjednikom 3. armije i Grupe armija Jug, Cristescu postaje načelnikom stožera navedenih formacija. U studenom 1916. imenovan je zapovjednikom 4. armije zamijenivši na tom mjestu Constantina Prezana. Navedenom armijom zapovijeda međutim, manje od mjesec dana jer je ista u prosincu rasformirana.
U lipnju 1917. Cristescu postaje zapovjednikom ponovno ustrojene 1. armije, a te je iste godine promaknut u čin divizijskog generala. S 1. armijom sudjeluje u Bitci kod Marasestija tijekom koje bitke je smijenjen. Na mjestu zapovjednika 1. armije zamijenio ga je Eremia Grigorescu. Cristescu nakon toga obnaša dužnost glavnog inspektora regrutnih centara u Moldaviji, da bi u travnju 1918. ponovno bio imenovan načelnikom Glavnog stožera na kojem mjestu je zamijenio Constantina Prezana. Također, promaknut je u čin generala korpusa. Dužnost načelnika Glavnog stožera obnaša do listopada kada ga na tom mjestu ponovno zamjenjuje Constantin Prezan. 

## Poslije rata
Nakon završetka rata Cristescu još jednom od travnja 1920. obnaša dužnost načelnika Glavnog stožera. Na navedenoj dužnosti nalazio se sve do iznenadne smrti.
Constantin Cristescu preminuo je 9. svibnja 1923. godine u 57. godini života u Bukureštu. Pokopan je na groblju Belu u Bukureštu.

## Vanjske poveznice
(rum.) Constantin Cristescu na stranici Enciclopediaromaniei.ro

(rus.) Constantin Cristescu na stranici Hrono.ru
| Prethodnik Constantin Prezan | Zapovjednik 4. armije Constantin Cristescu | Nasljednik nitko |

| Prethodnik Dumitru Stratilescu | Zapovjednik 1. armije Constantin Cristescu | Nasljednik Eremia Grigorescu |